# Parafia św. Apostołów Piotra i Pawła w Grodzicznie
Parafia Świętych Apostołów Piotra i Pawła w Grodzicznie – parafia rzymskokatolicka w diecezji toruńskiej, w dekanacie Rybno Pomorskie, z siedzibą w Grodzicznie. Obecnym proboszczem parafii jest ks. kanonik Piotr Kwiatkowski.

## Historia
- Parafia powstała w 1340.

## Grupy parafialne
- Stowarzyszenie Rodzin Katolickich, Akcja Katolicka, Wspólnota Modlitewna Świętego Piotra i Pawła (Nowa Ewangelizacja), Żywy Różaniec, Kościół Domowy, Młodzieżowa Orkiestra Dęta, Koło Ministrantów, Straż Honorowa Najśw. Serca Pana Jezusa, Katolicki Uniwersytet Ludowy. Parafialny Klub Sportowy, Dziecięce Koło Misyjne, Parafialny Zespół Caritas

## Zasięg parafii
Do parafii należą wierni mieszkający w miejscowościach: Białobłoty, Katlewo, Linowiec, Lorki, Montowo, Ostaszewo, Grodziczno i Nowe Grodziczno.